# 씨클라우드 호텔
씨클라우드 호텔(영어: Seacloud Hotel)은 대한민국 부산광역시 해운대구 해운대해변로 287 (중동 1392-100)에 위치하고 있다.

## 같이 보기
- 대한민국의 호텔 목록